# Fundacja LPP

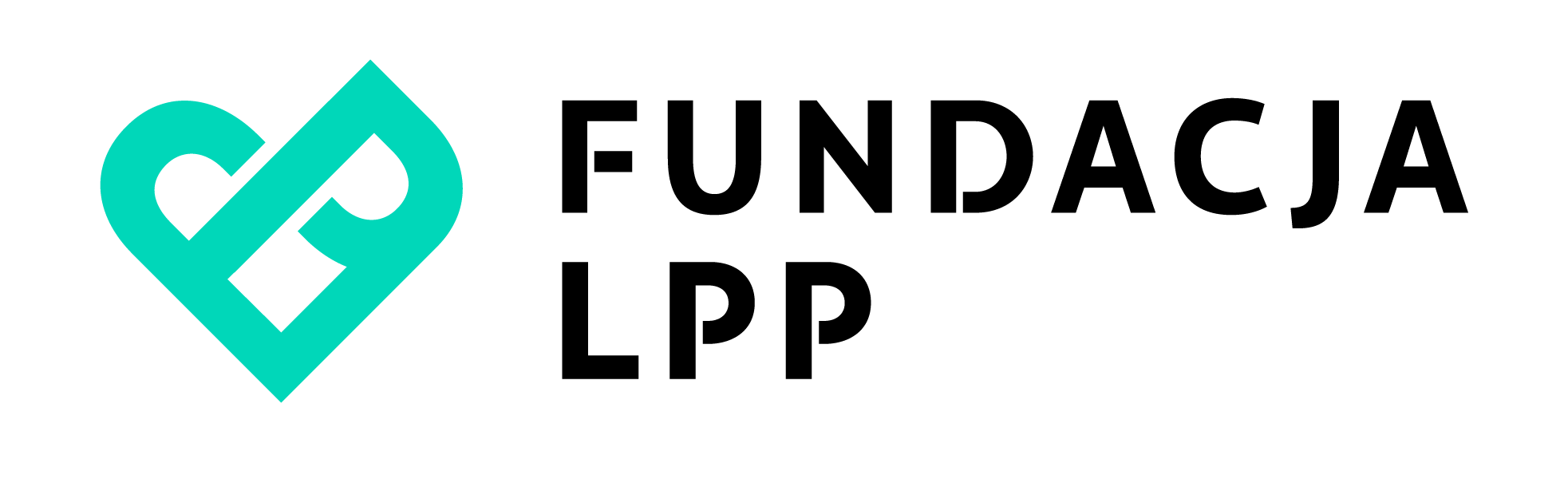
Logo Fundacji LPP

Fundacja LPP – organizacja pożytku publicznego założona w grudniu 2017 roku przez polskiego producenta odzieży LPP, właściciela marek Reserved, Cropp, House, Mohito oraz Sinsay. Misją Fundacji jest pomoc ludziom w trudnej sytuacji życiowej oraz aktywizacja zawodowa młodzieży zagrożonej wykluczeniem społecznym. Fundacja LPP wspiera również instytucje ochrony zdrowia oraz realizuje projekty na rzecz ekologii i ochrony środowiska.

## Powstanie Fundacji LPP
Polska firma odzieżowa LPP od początku istnienia, obok podstawowej działalności jaką jest projektowanie odzieży, prowadziła równolegle działania pomocowe na rzecz osób w potrzebie i lokalnych społeczności, ze szczególnym uwzględnieniem regionów: Pomorza i Małopolski, gdzie znajdują się biura i magazyny logistyczne spółki. Mając w planach szeroko zakrojone projekty prospołeczne, zdrowotne i środowiskowe, w 2017 roku gdańska spółka powołała do życia Fundację LPP, której nadrzędnym celem jest wsparcie osób zagrożonych wykluczeniem społecznym, znajdujących się w trudnej sytuacji życiowej czy zmagających się z niepełnosprawnością.

## Działalność Fundacji LPP
Fundacja na co dzień współpracuje z organizacjami opiekującymi się dziećmi i młodzieżą oraz placówkami medycznymi. Tylko w 2020 roku Fundacja LPP wraz z jej założycielem – spółką LPP wsparła przeszło 300 instytucji pomocą rzeczową i finansową o wartości blisko 9 mln złotych. W największym stopniu pomoc skierowana była na walkę ze skutkami pandemii SARS-COVID 2. Fundacja LPP oraz polski producent odzieży LPP zainicjowali wówczas największą jak dotąd akcję pomocową #LPPpomaga, dzięki której placówki medyczne i ochrony zdrowia w Polsce, ale również organizacje pozarządowe oraz domy pomocy otrzymały wsparcie w postaci środków ochrony indywidualnej, produktów pierwszej potrzeby oraz środków finansowych o łącznej wartości 7 mln złotych. Do akcji #LPPpomaga włączyli się od początku pracownicy spółki, którzy uszyli 27,2 tys. maseczek wielorazowych oraz 1,7 tys. fartuchów ochronnych. W ramach wsparcia przekazano także 100 komputerów do nauki zdalnej dzieciom z placówek opiekuńczo-wychowawczych. Fundacja pomogła również seniorom z Dolnego Miasta w Gdańsku, którym sfinansowała 870 obiadów przygotowanych przez lokalnych restauratorów.
W działania Fundacji LPP regularnie angażują się pracownicy spółki LPP, którzy poprzez wolontariat mają możliwość realizowania inicjatyw pomocowych na rzecz lokalnych społeczności, bezdomnych zwierząt czy ochrony środowiska. W ich ramach, Fundacja LPP wraz z pracownikami polskiego producenta odzieży m.in. wyremontowała pomieszczenia placówek medycznych i szpitali, świetlic terapeutycznych oraz gabinetów specjalistycznych w Gdańsku i Krakowie.
W działalność Fundacji LPP na stałe wpisano programy ukierunkowane na wsparcie środowiskowe. Jednym z nich jest prowadzona od 2018 roku akcja zbiórki odzieży używanej w wybranych salonach stacjonarnych marek Reserved, House oraz Mohito. Zebrane ubrania zyskują drugie życie i za pośrednictwem Fundacji LPP przekazywane są do Towarzystwa Pomocy im. Św. Brata Alberta prowadzącego noclegownie w całej Polsce. W ten sposób do końca 2020 r. Fundacja LPP zebrała ponad 5,3 ton ubrań, które trafiły do osób w kryzysie bezdomności oraz znajdujących się w ciężkiej sytuacji życiowej.
Fundacja LPP włącza się również w inicjatywy społeczne prowadzone przez marki odzieżowe należące do LPP, finansując m.in. współpracę Reserved z Fundacją Itaka w ramach projektu wsparcia psychologicznego dla młodych osób do 25. roku życia, którzy doświadczają kryzysu emocjonalnego, trudności w życiu osobistym, społecznym i zawodowym.

## Nagrody Fundacji LPP
2019 – Honorowy Filantrop Fundacji Hospicyjnej, nagroda za dary przekazane przez Fundację LPP dla dzieci chorych, ich rodzeństwa oraz dzieci osieroconych, za wsparcie edukacyjne fundacji oraz dotację działań Akademii Walki z Rakiem.
2019 – Nagroda Pomagacza Roku im. Romana Koturbasza przyznana przez Towarzystwo Pomocy im. Św. Brata Alberta za przeprowadzenie zbiórki odzieży używanej w sklepach LPP, która trafiła do podopiecznych Towarzystwa Pomocy im. Św. Brata Alberta.
2020 – Laureat XXIII edycji konkursu Dobroczyńca Roku w kategorii Fundacja korporacyjna za wsparcie programu Streetworkerskiego Towarzystwa Pomocy im. Św. Brata Alberta i wyposażenie pracowników terenowych w ubrania ochronne oraz za przeprowadzenie zbiórki odzieży używanej w sklepach LPP, która trafiła do prawie tysiąca podopiecznych Towarzystwa.